# Myrmeconema
Myrmeconema — рід паразитичних нематод родини Tetradonematidae.
Myrmeconema neotropicum, заражає мурах виду Cephalotes atratus. Він викликає у мурахи передсмертне почервоніння черевця, що приваблює птахів, у яких проходить один із життєвих циклів паразита. Інший вид Myrmeconema antiqua, описаний у мурасі виду Cephalotes serratus, що знайдений у кусочку домініканського бурштину віком близько 30 млн років.